# زانکت یوهان ایم والد
زانکت یوهان ایم والد (به آلمانی: Sankt Johann im Walde) یک منطقهٔ مسکونی در اتریش است که در لاینس واقع شده‌است. زانکت یوهان ایم والد ۳۲٫۸۲ کیلومتر مربع مساحت دارد ۷۴۸ متر بالاتر از سطح دریا واقع شده‌است.